# بخش گروس آیلت
بخش گروس آیلت (به لاتین: Gros Islet Quarter) یک منطقهٔ مسکونی در سنت لوسیا است.